# Кам'янка (Кам'янець-Подільський район)
Ка́м'янка (до 7 березня 1946 року — Мукша-Боришковецька) — село в Україні, у Кам'янець-Подільському районі Хмельницької області входить до складу Слобідсько-Кульчієвецької сільської громади.

## Назва
7 березня 1946 року Президія Верховної Ради Української РСР перейменувала село Мукша-Боришковецька у Кам’янку. Історична назва складалась з двох частин, перша частина – Мукша, вказує на річку на якій знаходилось поселення, друга – Боришковецька, на те, що воно було розташоване на дорозі до Боришковець. Пануючий у тодішньому комунізмі войовничий атеїзм не допускав також використання назв поселень, що в тій чи тій мірі відображали поняття, пов'язані з релігією, церквою, тому були вилучені з ужитку назви, де були згадки про Мукшу.

## Географія
Подільське село Кам'янка розташоване в південно-західній частині України, через село тече річка Мукша. Відстань до райцентру становить близько 4 км і проходить автошляхом місцевого значення. Кам'янка має площу 3567 км² та розташована на висоті 197 м., на півдні межує з селом Мукша Китайгородська, а сходу зі східними околицями Кам'янця-Подільського. Поряд із селом знаходиться Кам'янець-Подільський аеропорт.

### Клімат
Кам'янка знаходяться в межах вологого континентального клімату із теплим літом, але діяльність людини призводить до поганих змін та глобального потепління. Рівень наповнення річок водою в області становить лише 20 % від необхідного стандарту.

## Історія
У XVIII-XIX століттях поселення мало вигляд окремих хуторів. Заселені ці хутори були переважно міщанами на правому березі річки Мукша. Лише в кінці XIX століття поміщики Чехівський, Лагодзинський дозволили заселяти лівий берег.
Перша згадка в документах про село датована 1872 роком, під назвою Мукша-Боришковецька.
В 1905 році Боришковецька Мукша згадується як окреме село поруч зі селом Колубаївська Мукша. На початку XX століття між селами Мукша-Боришковецька та Мукша-Колубаївська існував окремий хутір Роївка (Raiwka), назва походить від слова рій, бо тут була велика пасіка, тепер це північна околиця села за аеропортом на межі з Лисогіркою.
Внаслідок поразки Перших визвольних змагань на початку XX століття, село надовго окуповане російсько-більшовицькими загарбниками.
Радянська окупація принесла колективізацію та розкуркулення, мешканці села зазнали репресій. Багатьох частинах Поділля відбувались масові селянські повстання, проти радянської влади.
У 1932–1933 селяни села пережили Голодомор.
По закінченню Другої світової війни у 1946—1947 роках село вчергове пережило голод.
7 березня 1946 року село перейменовано в Кам'янку.
Історія створення Кам`янець-Подільського аеропорту в селі Кам'янка пов'язана зі 98-авіазагоном цивільного повітряного флоту, що базувався в Чернівцях, який ухвалив рішення розширити зону обслуговування. Тож 1953 року було запроваджено авіарейс Чернівці - Кам`янець-Подільський, а згодом ше з проміжною посадкою в Хотині.
З 1991 року в складі незалежної України.

Погруддя Тарасу Шевченку встановлено селі у 2010 році на вулиці Шкільній. 
14 серпня 2017 року шляхом об'єднання сільських територіальних громад, село увійшло до складу Слобідсько-Кульчієвецької сільської громади. Об'єднання в громаду має створити умови для формування ефективної і відповідальної місцевої влади, яка зможе забезпечити комфортне та безпечне середовище для проживання людей.

## Населення
За переписом населення України 2001 року в селі мешкало 2079 осіб.
Згідно перепису 2015 року селі жило 2201 особа, населення села зросло на 5,87 % порівняно зі 2001 роком.

### Мова
У селі поширені західноподільська говірка та південноподільська говірка, що відносяться до подільського говору, який належить до південно-західного наріччя.
Розподіл населення за рідною мовою за даними перепису 2001 року:
| Мова       | Відсоток |
| ---------- | -------- |
| українська | 97,75 %  |
| російська  | 1,96 %   |
| молдавська | 0,10 %   |
| польська   | 0,10 %   |
| білоруська | 0,05 %   |

## Особистості
- Жаворонков Валерій Павлович (* 13 березня 1940) — український графік, член Спілки художників України (1971), заслужений працівник культури України (2006).

## Охорона природи
Село лежить у межах національного природного парку «Подільські Товтри».

## Галерея

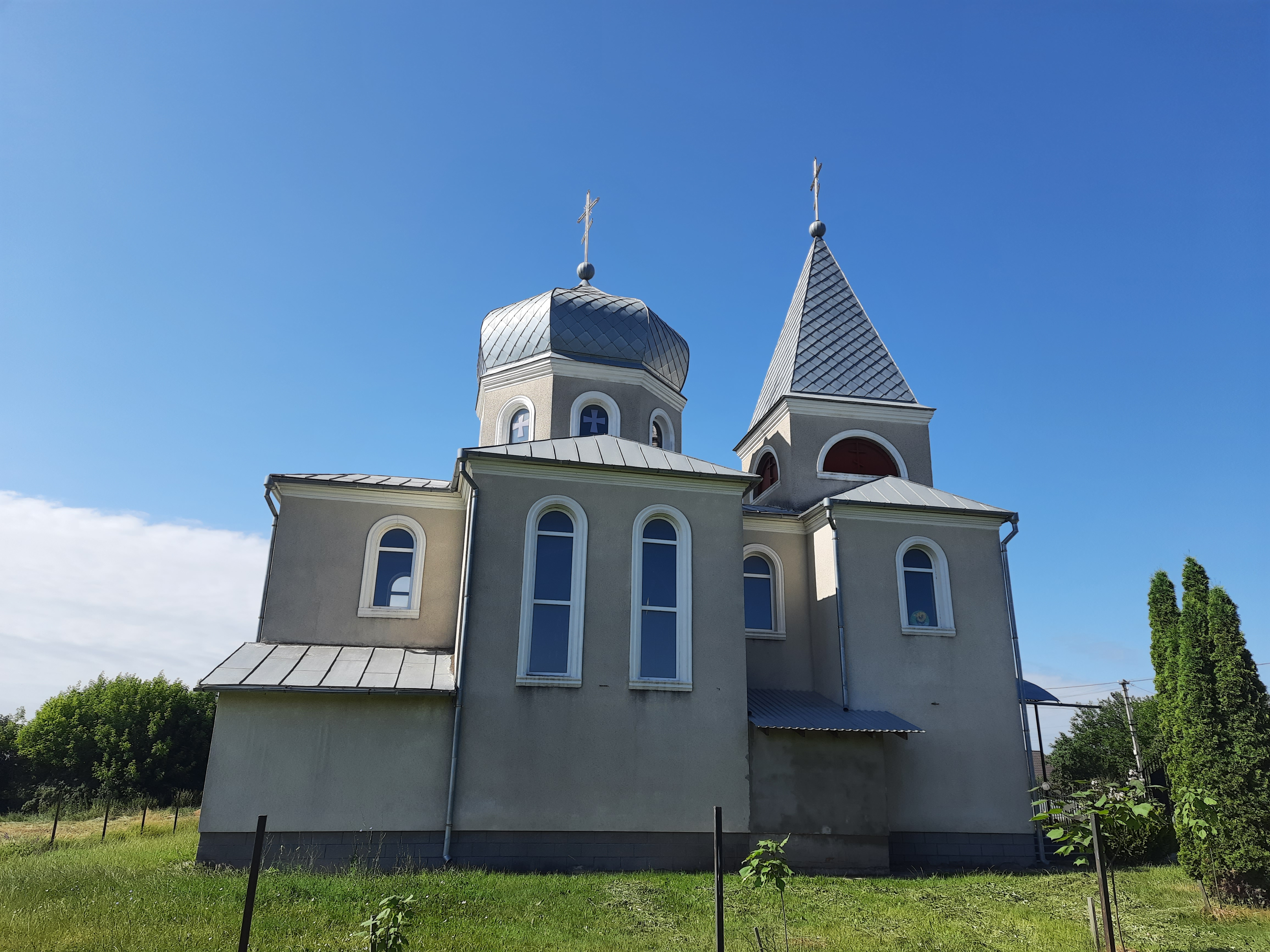
Сільська церква
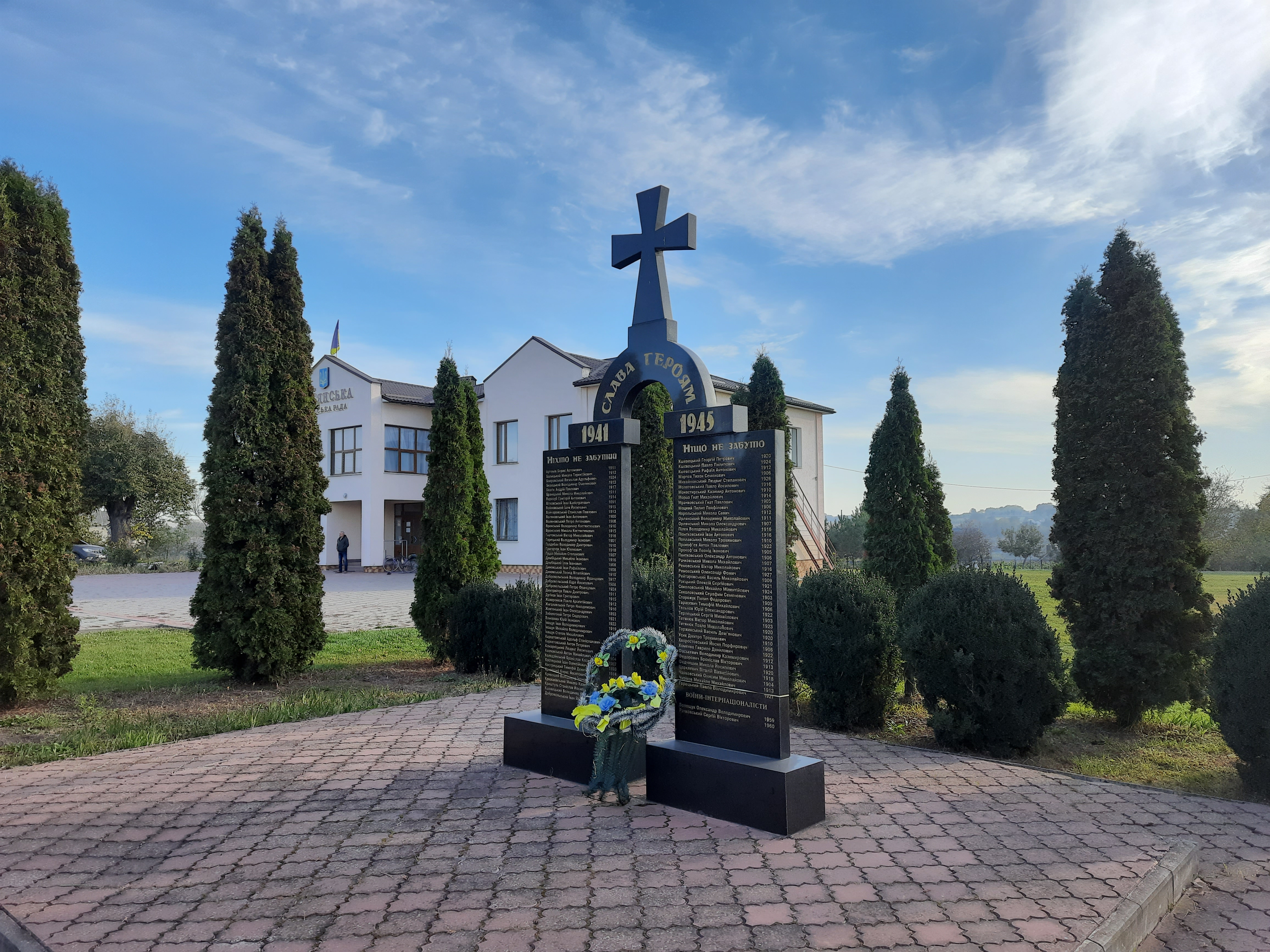
Пам'ятний знак на честь воїнів-односельців
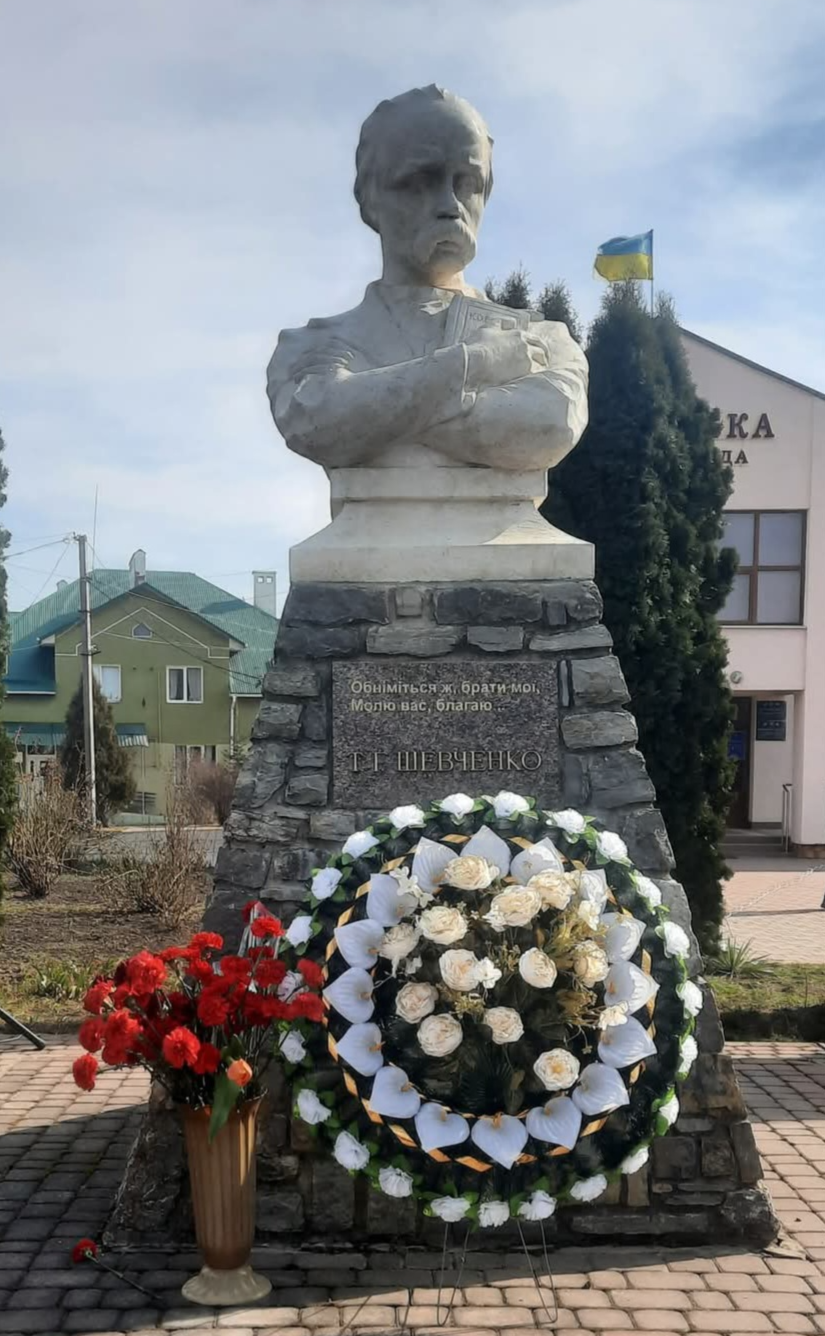
Погруддя Тарасу Шевченку